# Медзев
Ме́дзев (словац. Medzev, нем. Metzenseifen, венг. Mecenzéf) — город в восточной Словакии, к западу от Кошице. Население — около 4,3 тысяч человек.

## История
Медзев основали немецкие колонисты в 1241 году, когда король Бела IV пригласил их для восстановления разрушенной монголо-татарским нашествием Венгрии. В Медзеве родился бывший президент Словакии Рудольф Шустер, который тоже является этническим немцем.

## Население
| Год:                | 1994 | 2004    | 2014     | 2024    |
| ------------------- | ---- | ------- | -------- | ------- |
| Количество человек: | 4027 | 3759    | 4358     | 4166    |
| Разница:            |      | −6,65 % | +15,93 % | −4,40 % |

## Достопримечательности
- Костёл св. Марии в Верхнем Медзеве
- Костёл св. Марии Магдалины в Нижнем Медзеве

## Города-побратимы
- Голице, Чехия